# Handrit.is
Handrit.is – biblioteka cyfrowa działająca od kwietnia 2010 roku. Udostępnia zbiory Islandzkiej Biblioteki Narodowej i Uniwersyteckiej, Instytutu Árniego Magnússona i duńskiego Instytutu Arnamagnæan w Kopenhadze. 

## Historia
Biblioteka została otwarta w kwietniu 2010 roku. Powstała dzięki współpracy Biblioteki Narodowej i Uniwersyteckiej Islandii, Instytutu Árniego Magnússona i duńskiego Instytutu Arnamagnæan w Kopenhadze. Jej bazą była działająca od 2001 roku biblioteka cyfrowa Sagnanet. Gdy użyte w niej oprogramowanie zestarzało się postanowiono otworzyć nową stronę. W 2010 roku strona otrzymała nagrodę Uniwersytetu Islandzkiego. 
Biblioteka udostępnia zbiory w języku staro-islandzkim i nordyckie rękopisy. Program digitalizacji został sfinansowany w ramach  programu Enrich project. Islandzka Biblioteka Narodowa i Uniwersytecka, Instytut Árniego Magnússona i duński Instytut Arnamagnæan w Kopenhadze posiadają większość znanych rękopisy napisanych w języku staroislandzkim lub staronordyjskim. Celem projektu jest digitalizacja zbiorów we wszystkich trzech instytucjach. Ważne jest również ustalenie jednakowego formatu digitalizacji zbiorów TEI P5. Zbiory z Sagnanet zostały przekonwertowane do nowego formatu i umieszczone w zasobach Handrit.is. 